# Reprezentacja Szwajcarii w piłce wodnej kobiet
Reprezentacja Szwajcarii w piłce wodnej kobiet – zespół, biorący udział w imieniu Szwajcarii w meczach i sportowych imprezach międzynarodowych w piłce wodnej, powoływany przez selekcjonera, w którym mogą występować wyłącznie zawodnicy posiadający obywatelstwo szwajcarskie. Za jej funkcjonowanie odpowiedzialny jest Szwajcarski Związek Pływacki (SWSW), który jest członkiem Międzynarodowej Federacji Pływackiej.